# Худайбердіно
Худайбе́рдіно (рос. Худайбердино, башк. Хоҙайбирҙин) — присілок у складі Кугарчинського району Башкортостану, Росія. Входить до складу Ялчинської сільської ради.
Населення — 378 осіб (2010; 388 в 2002).
Національний склад:
- башкири — 95%